# Die Türen
Die Türen sind eine deutschsprachige Band aus Berlin.
Sie lassen sich keinem Musikstil fest zuordnen. Sie spielen Pop, (Indie-)Rock, Soul, Funk, Electro bis hin zu Punkrock, Ska oder Doo Wop. Musikjournalist Thomas Groß bezeichnete sie in einem Interview aufgrund ihrer Stilvielfalt als „Glückskeks einer postfordistisch verwalteten Welt“.

## Geschichte
Die drei Bandgründer kommen aus der Umgebung um Borken. Dort spielten sie in einigen Schülerbands und kamen in den Jahren 2001 und 2002 nach mehreren Jobs und Studiengängen nach Berlin. Dort schlossen sie sich 2002 zur Band Die Türen zusammen. Der Bandname ist nach Angaben der Band keine Anlehnung an die US-amerikanische Rockband The Doors, sondern entstand, als sie beim Suchen nach einem passenden Namen schließlich bei Nonsenswörtern angekommen waren und Maurice Summen meinte: „Dann können wir uns genauso gut Die Türen nennen.“ Da sie kein Plattenlabel für sich gewinnen konnten, gründeten sie mit Staatsakt ihr eigenes.
Ihre ersten beiden Platten, Das Herz war Nihilismus und Unterwegs mit Mother Earth (das sie in Zusammenarbeit mit dem Hamburger Label Buback veröffentlichten), nahmen sie in der gemeinsamen Wohngemeinschaft an der Schönhauser Allee auf. Für das dritte Album stießen Michael Mühlhaus von Blumfeld und Markus Spin zu den Türen. Zusammen veröffentlichten sie das Album Popo. Die Verpackung erinnert an eine Aldi-Tüte, das Coverartwork erinnert an ein Prospekt des Discounters. Die CD hat als Aufdruck eine Scheibe Bierschinken.
Am 10. Februar 2012 erschien mit ABCDEFGHIJKLMNOPQRSTUVWXYZ ihr viertes, reguläres Studioalbum. Dem ganz in weiß gehaltenen Coverartwork der Platte ist ein Buchstaben-Aufklebersatz beigelegt, mit dem die Käufer dazu aufgefordert werden, ihren eigenen Albumtitel zu erfinden. Andreas Spechtl von der Gruppe Ja, Panik spielt auf diesem Album Gitarre. Das Album war für den Echo 2013 in der Kategorie Kritikerpreis nominiert. Der Preis geht jedoch schließlich an Kraftklubs Album Mit K.
2014 schrieben Die Türen einen Soundtrack für das Kunstprojekt Tor des Westens von der Künstlervereinigung KUNSTrePUBLIK, ein Waschportal am Rande der A 40 im Ruhrgebiet. Das Projekt sollte vom 14. Juni bis 7. September 2014 auf ein neues Zuwanderungsgesetz hinweisen. Während der Fahrt durch das Waschportal konnte der Autofahrer Lieder von Die Türen hören.
Im November 2014 veröffentlichten Die Türen zusammen mit dem Berliner Maler Helmut Kraus und der Kölner 3D-Animationsfirma Industriesauger-TV das Album Wir sind der Mann unter dem Projektnamen Der Mann. Die Single Ich bin ein Mann wurde im Juni 2015 vom US-amerikanischen Dance-Label Ultra-Music wieder veröffentlicht und es erschien eine EP mit Versionen von Erobique, Deichkind und Ill Till.
2016 entwickelten Die Türen unter der musikalischen Leitung von Maurice Summen zusammen mit Christiane Rösinger und Jens Friebe das „Fussical“ Der Spielmacher. Die Regie übernahm Patrick Wengenroth. Es wurde am 24. Juni 2016 im Hebbel-Am-Ufer (HAU) uraufgeführt. Am selben Tag erschien das gleichnamige Album mit kritischen Liedern zum Themenkomplex Fußball.
Am 25. Januar 2019 veröffentlichten Die Türen das Dreifach-Album Exoterik, welches sie in langen Jam-Sessions in der „Pension zu Eisenbahn“ in Ringenwalde aufnahmen und später in Berlin im Studio editierten. Andreas Spechtl wechselte auf diesem Album von der Gitarre an Sequenzer und Keyboards. Maurice Summen spielte neben Gunther Osburg Gitarre. Chris Imler spielte Schlagzeug und Elektro-Drums und Ramin Bijan den Bass. Das Album enthält Elemente von Krautrock und Techno, es zitiert Sun Ra, Kraftwerk, Der Plan und Suicide.
Im Oktober 2023 veröffentlichen Die Türen ihr sechstes Album zum 20. Geburtstag ihres Labels staatsakt. Es trägt den Titel Kapitalismus Blues Band und ist im Vergleich zum Vorgängeralbum wesentlich kompakter geraten.

## Stil
Die Türen sehen sich selbst in der Tradition des Postpunks. In ihren Texten und der Gestaltung ihrer Coverartworks greifen sie Stilelemente des Dada auf. Die Türen spielen mit ästhetischen Codes und verwenden Elemente unterschiedlichster Musikstile, wie etwa der Neuen Deutsche Welle, des Agit Props, Discofox, Hardrock, Krautrock sowie der Elektronischen Musik.

## Diskografie

### Alben
- 2004: Das Herz war Nihilismus (CD, Staatsakt)
- 2005: Unterwegs mit Mother Earth (CD + DVD, Buback-Tonträger)
- 2007: Popo (CD, Staatsakt)
- 2008: Booty (CD, „Picture Disc“, Staatsakt; Popo-Neubearbeitungen und Remixe von Erobique, Mense Reents, Bobby Conn, Viktor Marek, Michael Fakesch u. a.)
- 2012: ABCDEFGHIJKLMNOPQRSTUVWXYZ (LP + Bonus-CD, CD, Staatsakt)
- 2012: Das Cover Album (LP, CD-Ausgabe lag der Oktoberausgabe 2012 der Musikzeitschrift Musikexpress bei, Staatsakt. Das Coveralbum enthält das vollständige ABCDEFGHIJKLMNOPQRSTUVWXYZ-Album in Cover-Versionen von Künstlern des Staatsakt-Labels: Locas in Love, Andreas Dorau, The European Rich Kids, Ashraf Sharif Khan & Viktor Marek, Zwanie Jonson & The Class, Die Heiterkeit, Bonaparte, Stereo Total, Frank Spilker, Patric Catani feat. Ill Till)
- 2014: Wir sind der Mann (LP+CD+Kunstdrucke, Staatsakt) – unter dem Pseudonym Der Mann
- 2015: Ich bin ein Mann (Digital, Ultra-Music, 12"-Vinyl bei Staatsakt) – unter dem Pseudonym Der Mann
- 2016: Der Spielmacher (Doppel-LP und CD, Staatsakt) – zusammen mit Jens Friebe und Christiane Rösinger
- 2019: Exoterik (Dreifach-Vinyl, Doppel-Kassette und digital, Staatsakt)
- 2022: Top (Staatsakt) – unter dem Pseudonym Der Mann
- 2023: Kapitalismus Blues Band (Staatsakt)

### DVDs
- 2007: Krieg der Dialektik (DVD, Staatsakt)

### Sonstiges
- 2009: Chronik der Gefühle von Alexander Kluge (Lied Monatskarte), Hörspielbearbeitung und Regie: Karl Bruckmeier; erschienen als Hörbuch bei Hörkunst Kunstmann
- 2010: Die letzten Tage der Menschheit von Karl Kraus im HAU2 in Berlin (Oktober), Musik: Die Türen; Regie: Patrick Wengenroth
- 2011: Rentner & Studenten – Das Leben ist teuer (7″-Single, Staatsakt)
- 2012: Hausmeister der Schöpfung (Buch, Staatsakt)
- 2014: Tor des Westens – Begrüßungslieder (KUNSTrePUBLIK)
- 2018: Miete Strom Gas (Single, Staatsakt)
- 2019: Ten Musik für Tanz-Performance von Deborah Hay im Rahmen von „Tanz im August“ im Radialsystem in Berlin